# Jungfruholmen, Kimitoön
Jungfruholmen är en ö i Finland.   Den ligger i kommunen Kimitoön i den ekonomiska regionen  Åboland  och landskapet Egentliga Finland, i den södra delen av landet, 140 km väster om huvudstaden Helsingfors.
Holmarna Högholmen och Skansholmen har vuxit ihop med Jungfruholmen. Jungfrusund skiljer Jungfruholmen från Kimitoön. Sundet har varit en viktig vattenled och ankarplats redan på medeltiden. Jungfruholmen har haft en strategisk roll för sjöfarten och det finns olika gamla befästningar, murar och ryssugnar på holmen.
En av Skärgårdshavets största jättegrytor finns på Jungfruholmen. Holmen tillhör Skärgårdshavets nationalpark.